# Boindex
Boindex är ett index som sammanställs av Swedbank och används för att mäta de svenska hushållens köpkraft vid förvärv av småhus och bostadsrätter. Mätningarna baseras på statistiska underlag för inkomster, bostadspriser och de löpande utgifterna för boendet. Resultatet ger en indikation om hushållens ekonomi samt om bostadsmarknadens prisutveckling.
Boindex bygger på relationen mellan samtliga löpande utgifter för boendet och den disponibla inkomsten efter skatt. Lånekostnaderna beräknas på de aktuella bostadspriserna och på hur mycket olika familjer behöver låna och amortera samt hur mycket ränta de betalar för sitt bostadslån. 
Swedbank Boindex har getts ut löpande sedan första kvartalet 2000 med data från och med 1995. 2015 tillkom ett separat index för bostadsrätter med data från och med 2005 (tidigare avsåg undersökningen endast småhus). Samtidigt infördes en bättre nedbrytning på storstadsregionerna där själva storstäderna inkluderades, det vill säga Stockholm stad, Göteborg stad och Malmö stad. Detta för att ge en bättre uppskattning av köpkraften i innerstadslägen eftersom det kan skilja sig betydligt från övriga regioner. Från kvartal fyra 2018 infördes en ny dimension med fem typhushåll. Syftet var att ge en bredare och tydligare bild av vem som har råd med bostadsköp. Typhushållen är två vuxna med två barn, två vuxna utan barn, en vuxen med två barn, en vuxen utan barn samt slutligen ett hushåll med en ung person (18–29 år) utan barn som ska köpa sin första bostad.
Om boindex överstiger 100 uppfyller hushållen normen för god köpkraft. 
- Bolåneräntan som används är Statistiska centralbyråns ”bolåneräntor till hushåll fördelat på räntebindningstid” Sedan början av 2020 har SCB en tabell där även räntor från bostadskreditsinstitut inkluderas. Tabellen heter ”MFI:s, bostadskreditinstituts och AIF:s bolåneräntor, nya avtal (procent)”. Statistiska centralbyrån rapporterar räntan varje månad. I Boindex görs ett antagande att typhushållen kan göra ett skatteavdrag på 30 procent av räntekostnaden.
- Belåningsgraden (LTV) är 75 procent för alla hushåll och alla tidsperioder utom för typhushållet Unga förstagångsköpare som har en belåningsgrad på 85 procent. Medianpriser för småhus och kvadratmeterpriser för bostadsrätter baserar på statistik från Mäklarstatistik AB. Ingen hänsyn har tagits till att små lägenheter ofta är dyrare per kvadratmeter än stora lägenheter utan samma kvadratmeterpris används för samtliga typfamiljer (medianpris).
- Begreppet disponibel inkomst är ett medianvärde och består av inkomster från tjänst och kapital tillsammans med olika typer av bidrag som barnbidrag och bostadsbidrag. Disponibel inkomst är summan av dessa inkomster efter skatt. Beräkningarna baseras på disponibel inkomst per kommun uppdelat på om hushållet består av sammanboende eller ensamstående. Disponibel inkomst baseras på statistik från Statistiska Centralbyrån (SCB).

## Exempel beräkning Småhus
- Beräkningsexempel för sammanboende med två barn i småhus (132 kvm) i Eskilstuna kvartal 4 2020, enligt mallen ovan.
- Familjens totala disponibla inkomst: 658 350 SEK/år
- Medianpris för småhus: 3 137 705 SEK
- Lånebehov (75 %): 2 353 279 SEK
- Amortering (2 %): 47 066 SEK/år
- Bolåneränta (1,54 %): 25 373 SEK/år
- Fastighetsavgift: 8 349 SEK/år
- Sopavgift: 2 943 SEK/år
- Vatten: 6 416 SEK/år
- Villa+hemförsäkring: 6 544 SEK/år
- Uppvärmning+elnät+hushållsel: 32 397 SEK/år
- Reparation+underhåll: 48 423 SEK/år
- Bostadskostnader i relation till disponibel inkomst: 27%
- Boindex: =30%/27%*100=111

## Exempel beräkning Bostadsrättslägenhet
Beräkningsexempel för sammanboende med två barn i bostadsrätt (92 kvm) i Eskilstuna kvartal 4 2020, enligt mallen ovan.
- Familjens totala disponibla inkomst: 658 350 SEK/år
- Medianpris för bostadsrätt: 2 058 040 SEK
- Lånebehov (75 %): 1 543 530 SEK

- Amortering (2 %): 30 871 SEK/år
- Bolåneränta (1,54 %): 16 642 SEK/år
- Avgift till bostadsrättsförening: 58 169 SEK/år
- Hemförsäkring+bostadsrättstillägg: 3 152 SEK/år
- Uppvärmning+elnät+hushållsel: 9 183 SEK/år
- Reparation+underhåll (ytskikt): 13 793 SEK/år
- Bostadskostnader i relation till disponibel inkomst: 20%
- Boindex: =30%/20%*100=150

## Geografisk indelning
Boindex sammanställs för:
- Riket som helhet (alla kommuner)
- Storstadsregionerna: Stockholm, Göteborg, Malmö
- Medelstora kommuner (mer än 75 000 inv.) som grupp och med separata index för alla kommuner som ingår i gruppen: Borås, Eskilstuna, Gävle, Halmstad, Helsingborg, Jönköping, Karlstad, Kristianstad, Linköping, Luleå, Norrköping, Sundsvall, Umeå, Uppsala, Västerås, Växjö, Örebro.
- Övriga kommuner (färre än 75 000 inv.) som grupp och med separata index för Skellefteå, Kalmar, Karlskrona, Varberg, Östersund, Gotland, Falun, Trollhättan, Örnsköldsvik, Uddevalla, Nyköping, Skövde, Borlänge Hässleholm, Landskrona, Falkenberg, Enköping, Motala, Piteå, Ängelholm, Lidköping, Vänersborg, Sandviken, Hudiksvall, Västervik, Strängnäs.

Följande kommuner ingår i nedanstående storstadsregioner:
- Region Stockholm: Upplands Väsby, Vallentuna, Österåker, Värmdö, Järfälla, Ekerö, Huddinge, Botkyrka, Salem, Haninge, Tyresö, Upplands-Bro, Täby, Danderyd, Sollentuna, Solna, Sundbyberg, Stockholm, Nacka, Lidingö, Vaxholm, Sigtuna, Norrtälje, Södertälje,     Nynäshamn, Nykvarn.
- Region Göteborg: Göteborg, Kungsbacka, Härryda, Partille, Öckerö, Stenungsund, Tjörn, Ale, Lerum, Mölndal, Kungälv, Alingsås, Lilla Edet.
- Region Malmö: Malmö, Staffanstorp, Burlöv, Vellinge, Kävlinge, Lomma, Svedala, Lund, Trelleborg, Skurup, Eslöv, Höör.

## Historisk utveckling
Swedbanks sammanvägda Boindex (både småhus och bostadsrätter) har legat varit över 100 för hela perioden 2005-2020 med undantag för kv2 2007 och kv2 2008 då Boindex landade på 99 respektive 98.